# La vita accanto (film)
La vita accanto è un film del 2024 diretto da Marco Tullio Giordana e tratto dal romanzo omonimo del 2011 di Mariapia Veladiano.

## Trama
Vicenza, 1980. Quando Maria scopre di essere incinta annuncia con felicità al marito Osvaldo la sua gravidanza. Tutto procede bene fino a quando la bambina, che chiameranno Rebecca, nasce con una vistosa macchia rossa sul volto.
La madre sembra rifiutare la figlia mentre la zia sembra essere l'unica ad avere a cuore la bambina.

## Distribuzione
Il film è stato presentato il 12 agosto 2024 in anteprima al 77º Locarno Film Festival e distribuito nelle sale cinematografiche a partire dal 22 agosto 2024.

## Accoglienza

### Incassi
Il film ha incassato 521054 €.

## Riconoscimenti
Mostra de València 2024: premio a Sonia Bergamasco come miglior attrice.
Festival del Cinema Italiano di Ajaccio 2024: Prix du Jury special, Prix des médiathèques et bibliothèques.